# René Enders
Pour les articles homonymes, voir Enders.

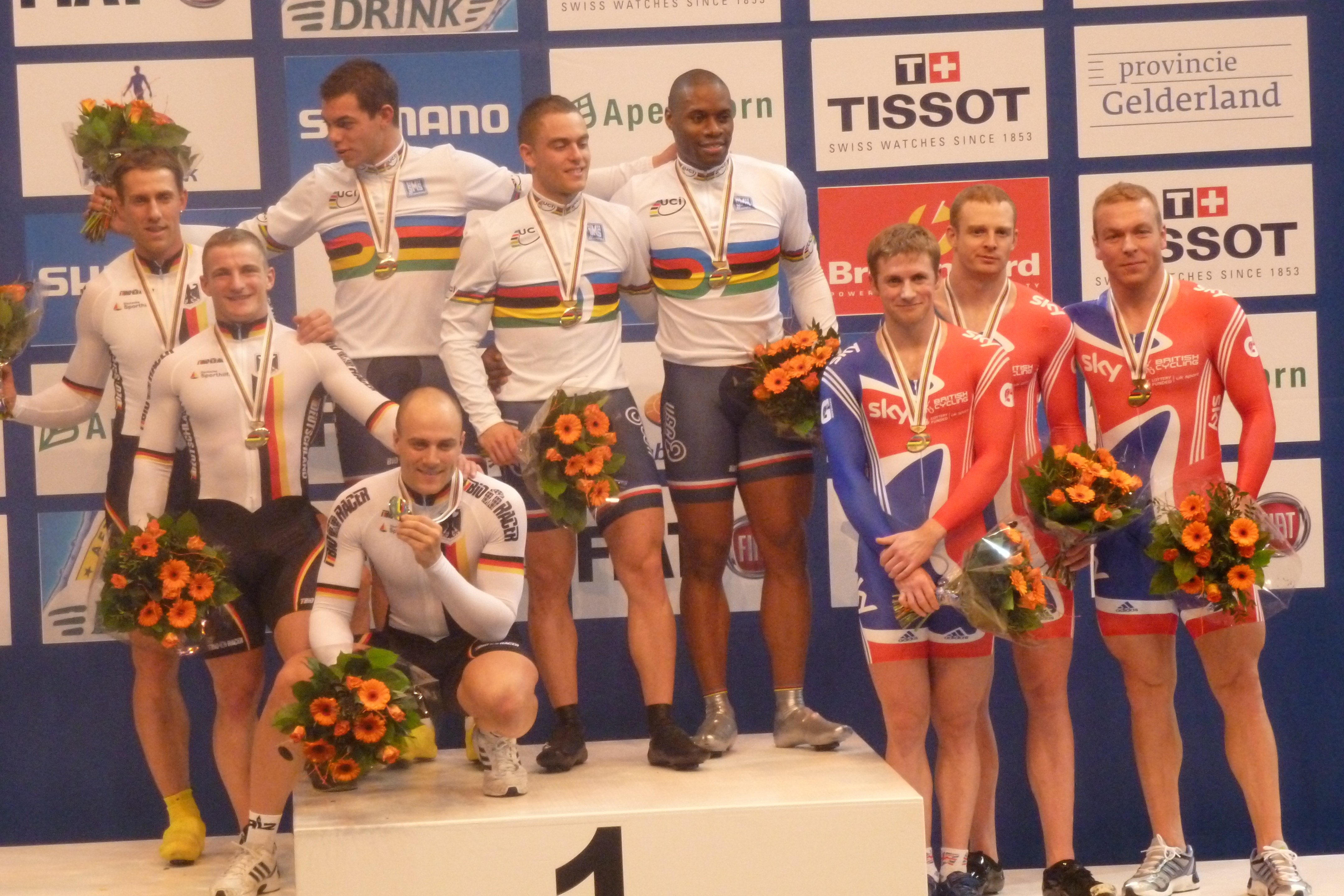
Podium de la vitesse par équipes lors des championnats du monde 2011 (de gauche à droite : Stefan Nimke, René Enders, Kévin Sireau, Maximilian Levy (accroupi), Michaël D'Almeida, Grégory Baugé, Jason Kenny, Matthew Crampton, Chris Hoy).

René Enders est un coureur cycliste allemand né le 13 février 1987 à Zeulenroda-Triebes. Spécialiste des épreuves de vitesse sur piste, il a notamment remporté à deux reprises le titre de champion du monde de vitesse par équipes en 2011 et 2013.

## Biographie
René Enders célèbre son premier succès chez les juniors en 2004 avec la victoire lors du championnat d'Allemagne de vitesse par équipes. Avec ses 1,65 mètre, il profite de son explosivité pour se spécialiser dans cette discipline les années suivantes, en raison de ses qualités de démarreur. Un an plus tard, il prend la troisième place du keirin aux championnats du monde juniors à Vienne et remporte le titre en vitesse par équipes, avec Maximilian Levy et Benjamin Wittmann. En 2006, il devient champion d'Europe en vitesse par équipes (avec Levy et Michael Seidenbecher).
En 2008, Enders prend part aux championnats du monde à Manchester et se classe à la quatrième place de la vitesse par équipes. En août 2008, Enders il participe pour la première fois aux Jeux olympiques d'été à Pékin. Lui et ses collègues de l'équipe allemande (Levy et Stefan Nimke) obtiennent la médaille en vitesse par équipes. Au printemps 2011, Enders, avec Levy et Nimke, gagne la médaille d'argent aux championnats du monde 2011 à Apeldoorn. Initialement médaillée d'or, l'équipe de France est disqualifiée en janvier 2012, Grégory Baugé ayant manqué trois tests antidopage. Le trio allemand récupère donc la médaille d'or. La même année, Enders devient champion d'Europe de vitesse par équipes avec Nimke et Robert Förstemann.
Aux Jeux olympiques de 2012 à Londres, Enders associé en vitesse par équipes à Robert Förstemann et Maximilian Levy, remporte la médaille de bronze, comme lors des Jeux précédents. En décembre 2013, il fait équipe avec Joachim Eilers et Förstemann pour remporter la vitesse par équipes de la manche d'Aguascalientes lors de la Coupe du monde 2013-2014. En qualification, les trois athlètes établissent un nouveau record du monde en 41,871 secondes. Le trio a ainsi largement amélioré l'ancienne marque record qui était de 42,600 secondes et était détenu par l'équipe britannique lors des Jeux olympiques de Londres en 2012.
En 2013, Enders réalise sa meilleure saison. Il remporte en vitesse par équipes son deuxième titre mondial, ainsi que son deuxième titre de champion d'Europe et plusieurs manches de Coupe du monde. L'année suivante, il obtient la médaille d'argent en vitesse par équipes aux championnats du monde avec Levy et Förstermann.
En 2016, il dispute ses troisièmes Jeux. En vitesse par équipes, avec Joachim Eilers et Maximilian Levy, il termine cinquième. En octobre 2017, il termine à domicile sa carrière sportive lors des championnats d'Europe de Berlin.

## Palmarès

### Jeux olympiques
- Pékin 2008
  -  Médaillé de bronze en vitesse par équipes
- Londres 2012
  -  Médaillé de bronze de la vitesse par équipes
- Rio 2016
  - 5e de la vitesse par équipes

### Championnats du monde
| Édition / Épreuve              | Kilomètre | Keirin | Vitesse | Vitesse par équipes                                |
| 2005 (juniors)                 |           |        |         | Or (avec Maximilian Levy et Benjamin Wittmann)     |
| Manchester 2008                |           |        |         | 4e                                                 |
| Pruszkow 2009                  |           |        |         | Bronze (avec Robert Förstemann et Stefan Nimke)    |
| Ballerup 2010                  | 13e       |        |         |                                                    |
| Apeldoorn 2011                 |           | 5e     |         | Or (avec Maximilian Levy et Stefan Nimke)          |
| Melbourne 2012                 |           |        | 16e     | 14e                                                |
| Minsk 2013                     |           |        |         | Or (avec Maximilian Levy et Stefan Bötticher)      |
| Cali 2014                      |           |        |         | Argent (avec Maximilian Levy et Robert Förstemann) |
| Saint-Quentin-en-Yvelines 2015 |           |        |         | Bronze (avec Joachim Eilers et Robert Förstemann)  |
| Londres 2016                   |           |        |         | Bronze (avec Joachim Eilers et Max Niederlag)      |

### Coupe du monde
- 2008-2009
  - 3e de la vitesse par équipes à Manchester
- 2009-2010
  - 2e de la vitesse par équipes à Melbourne
- 2010-2011
  - 2e de la vitesse par équipes à Manchester
- 2011-2012
  - 1er de la vitesse par équipes à Cali (avec Maximilian Levy et Stefan Nimke)
  - 1er de la vitesse par équipes à Londres (avec Maximilian Levy et Robert Förstemann)
  - 2e du keirin à Londres
- 2012-2013
  - 1er de la vitesse par équipes à Glasgow (avec Robert Förstemann et Stefan Bötticher)
- 2013-2014
  - 1er de la vitesse par équipes à Manchester (avec Robert Förstemann et Max Niederlag)
  - 1er de la vitesse par équipes à Aguascalientes (avec Robert Förstemann et Joachim Eilers)
- 2014-2015
  - 1er de la vitesse par équipes à Londres (avec Robert Förstemann et Joachim Eilers)
- 2015-2016
  - 1er de la vitesse par équipes à Cali (avec Max Niederlag et Joachim Eilers)
  - 1er de la vitesse par équipes à Cambridge (avec Robert Förstemann et Joachim Eilers)

### Championnats d'Europe
- 2006
  -  Champion d'Europe de vitesse par équipes espoirs (avec Maximilian Levy et Michael Seidenbecher)
- Apeldoorn 2011
  -  Champion d'Europe de vitesse par équipes (avec Robert Förstemann et Stefan Nimke)
- Apeldoorn 2013
  -  Champion d'Europe de vitesse par équipes (avec Maximilian Levy et Robert Förstemann)

### Championnats d'Allemagne
- 2007
  -  Champion d'Allemagne de vitesse par équipes (avec Matthias John et Michael Seidenbecher)
  -  Champion d'Allemagne de keirin
- 2008
  -  Champion d'Allemagne de vitesse par équipes (avec Matthias John et Michael Seidenbecher)
- 2013
  -  Champion d'Allemagne de vitesse par équipes (avec Richard Aßmus et Robert Förstemann)
- 2014
  -  Champion d'Allemagne de vitesse par équipes (avec Richard Aßmus et Robert Förstemann)